# Dymitr Samozwaniec III
Dymitr Samozwaniec III (ros. Лжедмитрий III) – trzeci z kolei pretendent do rosyjskiego tronu, podający się za cudownie ocalałego carewicza Dymitra, syna Iwana IV Groźnego.
W rzeczywistości nazywał się Sidorka (Сидорка) i był prawosławnym diakonem. Pojawił się na początku 1611 w Iwangorodzie. Udało mu się zebrać oddział Kozaków, z którymi przystąpił do oblężenia Pskowa. W obawie przed Szwedami musiał się wycofać, jednak w grudniu 1611 Psków uznał go jako władcę.
Szczegóły jego śmierci pozostają bliżej nieznane. Wiadomo, że w 1612 został pojmany i stracony.